# Rheinmünster
Rheinmünster település Németországban, azon belül Baden-Württembergben. Lakosainak száma 6870 fő (2023. december 31.). Rheinmünster Lichtenau, Bühl és Fort-Louis községekkel határos.

## Népesség
A település népessége az elmúlt években az alábbi módon változott:
| Lakosok száma | 4659 | 6876 | 6898 | 6945 | 6925 | 6870 |
|               | 1975 | 2017 | 2019 | 2021 | 2022 | 2023 |